# ABU TV Song Festival 2012

Deelnemende landen

Het ABU TV Song Festival 2012 was de eerste editie van het ABU TV Song Festival. Het ABU Festival is afgeleid van het Eurovisiesongfestival. Bij deze versie mogen alleen de landen binnen Azië en Oceanië deelnemen.
De allereerste editie vond plaats in de KBS Concert Hall in Seoel (Zuid-Korea).
Mongolië zou in eerste instantie ook meedoen, maar het land trok zich vroegtijdig terug.

## Overzicht
Maar liefst 11 landen namen deel aan deze eerste editie.

## Deelnemende landen
| Volgorde | Land        | Taal               | Artiest                              | Lied              |
| -------- | ----------- | ------------------ | ------------------------------------ | ----------------- |
| 1        | Singapore   | Maleis             | Taufik Batisah                       | Usah lepaskan     |
| 2        | Australië   | Engels             | Havana Brown                         | We run the night  |
| 3        | Sri Lanka   | Singalees          | Arjuna Rookantha & Shanika Madhumali | Me jeewithe       |
| 4        | Maleisië    | Maleis             | Hafiz                                | Awan nano         |
| 5        | Vietnam     | Vietnamees         | Lê Việt Anh                          | Mây               |
| 6        | Japan       | Japans en Engels   | Perfume                              | Spring of life    |
| 7        | Hongkong    | Kantonees          | Alfred Hui                           | Ma ngai           |
| 8        | Indonesië   | Indonesisch        | Maria Calista                        | Karena ku sanggup |
| 9        | China       | Mandarijn          | Cao Fuija                            | Qian gua          |
| 10       | Afghanistan | Hazaragi           | Hameed Sakhizada                     | Folk music        |
| 11       | Zuid-Korea  | Koreaans en Engels | TVXQ                                 | Catch me          |